# École de la chambre syndicale de la couture parisienne
L'École de la chambre syndicale de la couture parisienne (ECSCP) est un établissement privé d'enseignement supérieur aux métiers de la création fondé en 1927 par la Chambre syndicale de la haute couture et rattaché à la Fédération française de la couture, du prêt-à-porter des couturiers et des créateurs de mode,. Elle était gérée et financée par le Cercle Saint-Roch[source insuffisante] et fait partie d'une convention de partenariat avec l'École nationale supérieure des arts décoratifs et l'Institut français de la mode (IFM)[source insuffisante].
Elle délivre un enseignement dans le domaine de la mode et des techniques de la haute couture et est située depuis 2010 dans le 2e arrondissement de Paris.
À partir de 2019, l’École de la chambre syndicale de la couture parisienne et l’IFM, fondé en 1986, se sont réunis pour créer le nouvel Institut français de la mode.

## Histoire
La création de l'école intervient avec la naissance de la haute couture parisienne. En 1868, la Chambre syndicale de la couture et de la confection pour dames ouvre ses portes à Paris sous l'impulsion des professionnels de la mode parisienne. Elle devient la Chambre syndicale de la haute couture en 1911, qui dissocie définitivement les maisons de couture, qui habillent les femmes sur mesures, et les maisons de confection. Reconnaissant la nécessité de former de nouveaux modélistes de haut niveau, la Chambre syndicale de la haute couture crée son propre établissement d'enseignement privé, l'École de la Chambre syndicale de la couture parisienne en 1927.
En 2016 l’École de la chambre syndicale de la couture parisienne et l’IFM annoncent leur rapprochement. L'historienne Valerie Steele affirme que « cette nouvelle union m’a tout l’air d’être une recette magique : c’est l’alliance d’un savoir‐faire porté par la Chambre syndicale – un héritage-clé pour la France – et d’une pensée business autour du luxe ».
Le 8 janvier 2019, l'école de mode, née du rapprochement entre l’ECSCP et l’IFM, est inaugurée en présence de Bruno Le Maire, ministre de l’Économie et des Finances. Elle garde le nom d'IFM.
Cette nouvelle école, l'Institut français de la mode, propose des formations allant du CAP au doctorat, en création, en management et en savoir-faire.

## Anciens élèves
- Adeline André
- Alain Gossuin
- Alexis Mabille
- André Courrèges
- Anne Valérie Hash
- Dominique Sirop
- Elie Top
- François-Régis Laporte
- Olivier Lapidus[9]
- Gustavo Lins
- Issey Miyake
- Julien Fournié
- Karl Lagerfeld
- Lars Nilsson
- Stéphane Rolland
- Maxime Simoëns
- Tomas Maier
- Valentino
- Yves Saint Laurent
- Jean-Louis Scherrer
- Octavio Pizarro
- Charles de Vilmorin[10].